# Malíkov
Obec Malíkov (německy Moligsdorf) se nachází v okrese Svitavy v Pardubickém kraji. Žije zde 102 obyvatel.

## Název
Jméno vesnice bylo odvozeno od osobního jména Malík a znamenalo "Malíkův majetek". Do němčiny bylo jméno převzato jako Maliksdorf ("Malíkova ves"), které se od 17. století psalo Moligsdorf.

## Historie
První písemná zmínka o obci pochází z roku 1270.

## Pamětihodnosti
- Socha Nejsvětější Trojice